# 森林勿忘草
森林勿忘草（学名：Myosotis sylvatica），又名森林勿忘我、林地勿忘我、花园勿忘我，是紫草科勿忘草属二年生或多年生草本植物。

## 分布
森林勿忘草原产欧洲以及西亚和南亚北部，在温带地区广泛栽培。
《中国植物志》中文版将中国北方及西南地区广泛分布的勿忘草鉴定为，但英文版将其订正为，因此中国并不产森林勿忘草。

## 形态
森林勿忘草与勿忘草非常相似，主要区别在于小坚果的形态。森林勿忘草的小坚果先端锐尖，周围具均匀分布的狭边；勿忘草的小坚果先端钝，周围具狭边但顶端较明显。

## 栽培
森林勿忘草花朵精致美观，是常见的观赏植物。由于森林勿忘草需要春化才能开花，且不耐暑热，所以一般当做二年生草花。有些品种无须春化亦可开花，如‘我的蓝色女友’（Myosotis sylvatica 'Mon Amie Blue'），因此可作一年生栽培。